# Magnaura
La Magnaura (greco medievale: Μαγναύρα, forse dal latino: Magna Aula, "Grande Sala") era un grande edificio della Costantinopoli bizantina situato accanto al Grande Palazzo. Era situato a est dell'Augustaion, vicino alla Hagia Sophia, e vicino alla Porta Chalke ed è stato spesso equiparato dagli studiosi all'edificio che ospitava il Senato.

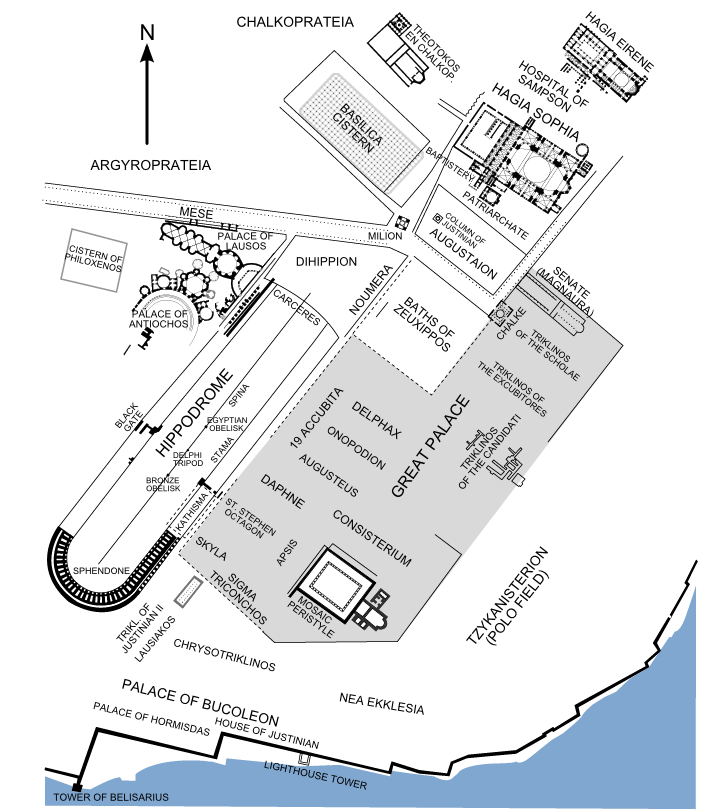
Planimetria del complesso del Palazzo Imperiale con la Magnaura

## Storia
Alcuni studiosi hanno affermato che la Magnaura fu fondata nel 425 d.C. durante il regno dell'imperatore Teodosio II. Tuttavia, altri contestano questa affermazione sulla base del fatto che nasce da un'errata confusione dell'Università di Costantinopoli con la successiva scuola di palazzo (Ekpaideutērion) ospitata presso la Magnaura che fu fondata dal cesare Bardas nella metà del IX secolo.    L'ubicazione e le caratteristiche architettoniche della Magnaura sembrano corrispondere a quelle fornite da Procopio nella sua descrizione della Casa del Senato, che fu ricostruita da Giustiniano I.  Intorno al 682, la Magnaura fu restaurata sotto il patrocinio dell'imperatore Eraclio. In seguito, questo sito fu spesso utilizzato come sala del trono per i ricevimenti degli ambasciatori stranieri, nonché per i discorsi pubblici dell'imperatore e per le assemblee pubbliche che spesso si tenevano nell'atrio sul lato occidentale dell'edificio. Tra le diverse cerimonie che si tenevano alla Magnaura, tra cui quella definita silention, che si teneva all'inizio della Quaresima, durante la quale la famiglia imperiale e i membri della burocrazia bizantina si riunivano sulla sua grande scalinata.

## Descrizione
Nella sua descrizione dell'area, Procopio racconta di una grande porta di marmo che conduceva ad un cortile peristilio che si trovava di fronte alla Magnaura. Si pensa che la struttura della Magnaura seguisse una pianta basilicale con due navate laterali che sostengono gallerie e absidi multiple all'estremità orientale. Una delle caratteristiche più note di questo edificio era il cosiddetto Trono di Salomone situato nell'abside centrale, che si dice fosse circondato da automi in forma di alberi, uccelli canterini e leoni ruggenti che spaventavano e deliziavano i visitatori.
Gli studiosi hanno descritto la Magnaura come una proiezione materiale del potere imperiale bizantino su tutti i soggetti dell'ecumene.